# Stephan van den Berg
Stephan van den Berg (* 20. února 1962 Hoorn) je bývalý nizozemský windsurfař, držitel zlaté olympijské medaile.
S windsurfingem začal v roce 1979 a jeho vzorem byl Robby Naish. V letech 1980 až 1983 vyhrál čtyřikrát v řadě mistrovství světa amatérů. Na olympiádě v Los Angeles v roce 1984 startoval při olympijské premiéře třídy Windglider. Při slabém větru zpočátku doplácel na to, že se sedmdesáti kilogramy vážil více než jeho hlavní soupeři, avšak v dalších dnech vítr zesílil a po šesté jízdě se van den Berg dostal do vedení, které již dokázal udržet. Získal tak pro Nizozemsko první jachtařské zlato od roku 1936. Byl zvolen nizozemským sportovcem roku 1984.
Po olympiádě se stal profesionálním jachtařem a v letech 1986 a 1987 získal titul mistra světa v disciplíně Course Race. V roce 1991 se nechal reamaterizovat, aby mohl startoval na další olympiádě. Na barcelonské olympijské regatě ve třídě Lechner A-390 dojel na sedmém místě.
Se svými bratry Ronem a Marcem provozuje firmu se sportovním vybavením VandenBergSurf.